# ث
La ṯāʾ (en árabe ثاء, ṯāʾ [θaːʔ]) es la cuarta letra del alfabeto árabe. En árabe clásico representa un sonido obstruyente, fricativo, interdental y sordo, /θ/, igual al de la z en español peninsular. En la numeración abyad tiene el valor de 500.

## Transliteración
Suele ser transliterada como th de forma universal. Por ejemplo se translitera  «thiab», (en árabe ثياب), que significa prenda de vestir. En castellano algunas veces se transcribe como z,s o t, por ejemplo: Zamud (en árabe ثمود). En el dáriya y en los dialectos de Siria, Líbano, Palestina y Jordania se lee como una simple t, prácticamente homófona a ت, encontrándose por ejemplo el apellido palestino «Telyie» (en árabe ثلجية), que se puede traducir como nieve. En algunos medios informales se opta por transcribirla como ^ aprovechando la semejanza entre este símbolo y la posición de los tres puntos que tiene por encima, ejemplos: ^amud, ^elyie y ^iab.

## Historia
Es una de las seis letras del alfabeto árabe que se añadió a las 22 heredadas del alfabeto fenicio (las otras son jāʾ, ḏāl, ḍād, ẓāʾ y ġayn) y es, en esencia, una variante de la tāʾ.

## Uso

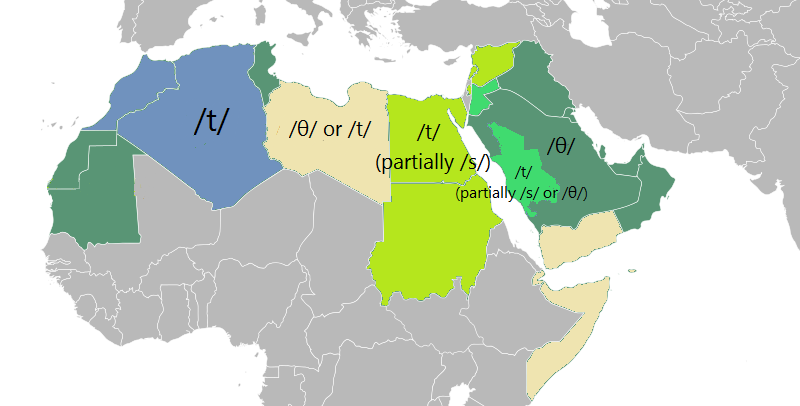
Diferencias de pronunciación en los diferentes dialectos del árabe.